# Malaconothridae
Malaconothridae zijn  een familie van mijten. Bij de familie zijn 4 geslachten met circa 155 soorten ingedeeld.